# Пъстроклюн гмурец
Пъстроклюн гмурец (Podilymbus podiceps) е вид птица от семейство Podicipedidae. Видът е незастрашен от изчезване.

## Разпространение
Разпространен е в Ангуила, Антигуа и Барбуда, Аржентина, Аруба, Бахамски острови, Барбадос, Белиз, Бермудски острови, Боливия, Бонер, Свети Евстатиус, Саба, Бразилия, Канада, Кайманови острови, Чили, Колумбия, Коста Рика, Куба, Кюрасао, Доминика, Доминиканска република, Еквадор, Салвадор, Френска Гвиана, Гватемала, Гвиана, Хаити, Хондурас, Ямайка, Мартиника, Мексико, Монсерат, Никарагуа, Панама, Парагвай, Перу, Пуерто Рико, Сейнт Китс и Невис, Сейнт Лусия, Свети Мартин, Сен Пиер и Микелон, Сейнт Винсент и Гренадини, Суринам, Тринидад и Тобаго, Търкс и Кайкос, САЩ, Уругвай, Венецуела, Британски Вирджински острови и Вирджински острови.